# Phong trào giải phóng dân tộc
Phong trào giải phóng dân tộc là phong trào đấu tranh đòi quyền độc lập dân tộc và bảo vệ độc lập dân tộc của các nước thuộc địa trên thế giới trong thế kỷ XX, chủ yếu từ sau Chiến tranh thế giới thứ hai năm 1945.
Trước Thế Chiến II, đa số các nước kém phát triển trên thế giới là thuộc địa của các nước giàu có. Các nước đế quốc đã ra sức bóc lột tài nguyên, nhân lực, vật lực của các nước thuộc địa, gây mâu thuẫn gay gắt giữa người dân thuộc địa và chính phủ chính quốc. Xuất hiện các phong trào đòi quyền độc lập dân tộc (trở thành nước độc lập, tự do, không bị nước khác áp đặt quyền cai trị), nhưng đa số bị dập tắt do các nguyên nhân khác nhau.
Sau 1945, chủ nghĩa thực dân cũ bước đầu bị sụp đổ. Tuyên ngôn Quốc tế Nhân quyền là tuyên ngôn về các quyền cơ bản của con người được Đại hội đồng Liên Hợp Quốc thông qua ngày 10 tháng 12 năm 1948 tại Palais de Chaillot ở Paris, Pháp, mang đến tiếng nói cho các dân tộc bị áp bức. Cách mạng giải phóng dân tộc thành công tại một số nước tiên phong như In- đô-nê-xi-a và Việt Nam lan ra các nước khác trên thế giới. Phong trào giải phóng dân tộc bắt đầu diễn ra sôi nổi mạnh mẽ và rộng lớn ở Đông Nam Á và Đông Bắc Á. Từ 1954 – 1960, hệ thống thuộc địa tan vỡ nhanh chóng, sự phát triển mạnh mẽ của phong trào giải phóng dân tộc, phong trào lan rộng sang Châu Phi, Mỹ La Tinh. Ở đây đặc biệt phải tính tới vai trò của Chủ nghĩa Cộng sản, tác động về mặt tư tưởng và nhân sự của Đệ Tam Quốc tế, đứng đầu là Liên Xô.
Các nước đế quốc cũ bị Thế chiến II làm kiệt quệ đành phải từ bỏ thuộc địa của mình (như Pháp, Anh, Bồ Đào Nha, Tây Ban Nha). Ấn Độ là trường hợp điển hình, khi mà thực dân Anh đồng ý trao trả quyền độc lập năm 1947. Đồng thời sự phát triển của khoa học kỹ thuật và kinh tế của các nước này làm giảm sự lệ thuộc của họ vào khai thác tài nguyên tại các thuộc địa. Các phong trào quyền con người và quyền bình đẳng tại các quốc gia (như phong trào bình đẳng giới, thiểu số, da đen...) đã làm thay đổi cơ cấu chính trị tại các quốc gia phát triển, nhiều đảng phái cấp tiến lên lãnh đạo, khiến họ dần dần chấp nhận quyền độc lập của các quốc gia thuộc địa. Đồng thời tổn thất nặng nề trong các cuộc chiến tranh tại các nước thuộc địa đã buộc các nước thực dân phải từ bỏ tham vọng của mình. Thất bại nặng nề tại Trận Điện Biên Phủ năm 1954 đã buộc Pháp phải rút quân tại Việt Nam. Một loạt các thuộc địa của Anh Quốc đã được độc lập vì lý do tương tự. Tại một số nước thuộc địa, Chủ nghĩa thực dân mới dễ được chấp nhận hơn dần dần thay thế chủ nghĩa thực dân kiểu cũ.
Đại hội đồng Liên hiệp Quốc khóa XV năm 1960 đã thông qua văn kiện: Tuyên ngôn về thủ tiêu hoàn toàn Chủ nghĩa thực dân, kêu gọi trao trả độc lập cho các quốc gia và dân tộc thuộc địa, đặc biệt đến Đại hội Đồng Liên hiệp Quốc 1963 đã thông qua tuyên ngôn về thủ tiêu hoàn toàn các hình thức chế độ phân biệt chủng tộc. Sự đấu tranh giành quyền tự do bình đẳng và quyền con người vẫn tiếp tục diễn ra tại ngay cả các nước đã độc lập. Chế độ phân biệt chủng tộc bị xóa bỏ Nam Phi sau hơn 300 năm tồn tại vào năm 1994.
Sự ra đời của hệ thống các nước xã hội chủ nghĩa và cuộc chiến tranh Lạnh cũng thúc đẩy các quốc gia tích cực ảnh hưởng và tranh chấp tới các quốc gia thuộc địa cũ. Hệ thống các nước xã hội chủ nghĩa tích cực tài trợ cho các cuộc đấu tranh giành độc lập và thiết lập chế độ xã hội chủ nghĩa tại các nước. Trong khi đó, nước chống cộng đứng đầu là Mỹ cũng thúc đẩy quá trình trao độc lập và thành lập các chính quyền thân Mỹ tại các nước thuộc địa cũ, nhiều người cho đó là Chủ nghĩa thực dân mới của Mỹ. Các cuộc chiến tranh hoặc xung đột diễn ra thường xuyên giữa hai phe này tại các quốc gia ở châu Á (như tại Indonesia hay Malaysia), châu Mỹ Latin.
Từ cuối thế kỷ XX và sang thế kỷ XXI, đa số các nước trên thế giới đã giành được độc lập. Tuy nhiên sự lệ thuộc của các nước nghèo và các nước giàu, trong khi các nước giàu vẫn can thiệp vào chính trị của các nước nghèo vẫn phổ biến. Thế giới bị phân cực, trước từ hai thái cực đã chuyển sang đa cực xoay quanh các nước mạnh trên thế giới (Hoa Kỳ, châu Âu, Nga, Trung Quốc). Chủ nghĩa thực dân mới của các cường quốc áp đặt lên các nước châu Phi và một số nước ở châu Á vẫn diễn ra mạnh mẽ.

## Giai đoạn 1918 - 1923
Cách mạng xã hội chủ nghĩa tháng 10 năm 1917 ở Nga thắng lợi, cuộc Chiến tranh thế giới thứ nhất (1914-1918) kết thúc đã mở ra một thời kỳ phát triển mới trong phong trào giải phóng dân tộc ở các nước thuộc địa và nửa thuộc địa.

### Châu Á
Châu Á là khu vực đông dân nhất thế giới, bao gồm những nước có lãnh thổ lớn với nguồn tài nguyên thiên nhiên hết sức phong phú. Từ cuối thế kỷ XIX, các nước châu Á đã trở thành những nước thuộc địa, nửa thuộc địa của chủ nghĩa thực dân như: Anh, Pháp, Mỹ, Nhật Bản, Hà Lan… chịu ách bóc lột,nô dịch nặng nề. Sau Chiến tranh thế giới thứ nhất, phong trào cách mạng giải phóng dân tộc ở các nước châu Á lên cao và lan rộng hơn cả so với châu Phi và Mĩ la tinh.
Ở Trung Quốc, ngày 4-5-1919, phong trào cách mạng rộng lớn chống chủ nghĩa đế quốc đã bùng nổ, mở đầu cho cuộc cách mạng dân chủ mới tiếp diễn trong suốt 30 năm sau đó. Phong trào Ngũ Tứ đã thúc đẩy phong trào công nhân Trung Quốc nhanh chóng kết hợp với chủ nghĩa Mác – Lênin và dẫn đến việc thành lập Đảng Cộng sản Trung Quốc năm 1921.
Năm 1921, cuộc cách mạng nhân dân Mông Cổ thắng lợi. Đến năm 1924, nước Cộng hòa nhân dân Mông Cổ, nhà nước dân chủ nhân dân đầu tiên ở châu Á được thành lập. Với sự ủng hộ và giúp đỡ của giai cấp vô sản Nga, nước Cộng hòa nhân dân Mông Cổ đã đứng vững và từng bước tiến lên con đường xây dựng chủ nghĩa xã hội.
Trong những năm 1918 - 1922, nhân dân Ấn Độ đã tăng cường đấu tranh chống thực dân Anh. Nhiều cuộc bãi công lớn của công nhân với hàng chục vạn người tham gia, kéo dài hàng tháng, đã lan lộng khắp cả nước. Đồng thời, phong trào nổi dậy của nông dân cũng liên tiếp bùng nổ chống lại bọn địa chủ phong kiến và đế quốc Anh.
Ở Thổ Nhĩ Kì, cuộc chiến tranh giải phóng dân tộc 1919 - 1922 (do giai cấp tư sản lãnh đạo) đã kết thúc thắng lợi. Ngày 29-10-1923, chế độ cộng hòa được thiết lập Thổ Nhĩ Kì có điều kiện để trở thành một nước có chủ quyền và bước vào thời kì phát triển mới.
Năm 1919, nhân dân Ápganixtan thu được thắng lợi trong cuộc chiến tranh giải phóng dân tộc, buộc đế quốc Anh phải công nhận quyền độc lập chính trị của mình. Cũng vào năm 1919, nhân dân Triều Tiên đã nổi dây khởi nghĩa chống đế quốc Nhật Bản.
Những năm sau Cách mạng tháng Mười Nga, phong trào giải phóng dân tộc ở châu Phi và Mĩ la tinh cũng có những bước phát triển mới.

### Châu Phi
Ở châu Phi, phong trào đấu tranh mạnh mẽ nhất là ở Ai Cập. Năm 1918, những tiểu tổ xã hội chủ nghĩa xuất hiện ở Cairô, Alêchxanđri, Poócxait, rồi hợp nhất thành Đảng Xã hội và từ năm 1921 mang tên Đảng Cộng sản Ai Cập. Trong những năm 1918 - 1923, đã diễn ra cuộc đấu tranh giành độc lập hoàn toàn cho Ai Cập… bằng con đường hòa bình hợp pháp, do giai cấp tư sản dân tộc khởi xướng. Bị thực dân Anh đàn áp, phong trào vẫn tiếp tục dâng cao và chuyển biến thành khởi nghĩa vũ trang trong nhiều thành thị. Công nhân xe điện, đường sắt ở Cairô, công nhân khuân vác ở Alêchxanđri, các viên chức cơ quan nhà nước đã bãi công.
Trong nhiều làng xã, tỉnh thành, các ủy ban cách mạng (mang tên gọi Xô viết) được thành lập. Nhân dân Ai Cập đã anh dũng đấu tranh nhưng do thiếu sự lãnh đao thống nhất nên đến đầu tháng 4 - 1919, thực dân Anh đã đàn áp được khởi nghĩa vũ trang.
Cuối năm 1921, cuộc khởi nghĩa mới lại bùng nổ. Thực dân Anh buộc phải đi đến những nhượng bộ bề ngoài. Tháng 2 - 1922, Chính phủ Anh phải tuyên bố hủy bỏ chế độ bảo hộ và trao trả “độc lập” cho Ai Cập. Xuntan Atmét Phuát đổi danh hiệu là vua Phuát I; tháng 5 - 1923, hiến pháp mới được ban hành. Tuy vậy, trên thực tế ảnh hưởng của đế quốc Anh vẫn giữ nguyên. Quân đội Anh vẫn đóng ở Ai Cập, thực dân Anh còn nắm quyền nội trị, ngoại giao và đô hộ trực tiếp vùng Xuđăng.
Ở Tuynidi, phong trào diễn ra sôi nổi trong những năm 1920 – 1922.
Phong trào công nhân phát triển mạnh mẽ. Đồng thời giai cấp tư sản dân tộc, đứng đầu là Xaalibi, cũng dấy lên phong trào đòi hỏi những quyền lợi chính đáng cho Tuynidi. Thực dân Pháp chẳng những bác bỏ các yêu sách đó mà còn đàn áp phong trào. Lập tức làn sóng biểu tình phản đối và bãi công sôi sục diễn ra khắp cả nước. Phong trào đấu tranh chính trị lên tới đỉnh cao vào tháng 4 - 1922, đòi hỏi phải khẩn trương thực hiện những cải cách hiến pháp. Tháng 6 - 1922, chính phủ Pháp buộc phải ban hành sắc lệnh về cải cách hiến pháp ở Tuynidi. Phong trào đấu tranh vũ trang bùng lên mạnh mẽ ở nhiều vùng Marốc (thuộc Pháp) và đặc biệt Marốc thuộc Tây Ban Nha. Giữa năm 1921, các bộ lạc Rớp (thuộc Tây Ban Nha), dưới sự lãnh đạo của Ápđen Kêrim, đã đánh bại đạo quân của tướng Xinvéttôrơ gồm 12.000 binh lính với 120 khẩu đại bác. Ngày 19 - 9 - 1921, trong đại hội các bộ lạc, dưới sư lãnh đạo của Ápđen Kêrim, Cộng hòa Ríp độc lập đã ra đời và tồn tại được đến năm 1926.
Ở châu Phi nhiệt đới cũng bùng nổ phong trào đấu tranh chống đế quốc. Phong trào bãi công rộng lớn ở Nạm Phi (diễn ra trong những năm 1918 - 1920, Đảng Cộng sản Nam Phi ra đời năm 1921, Đảng Đại hội quốc dân Tây Phi thành lập năm 1920 và Đại hội toàn Phi họp năm 1919 là những sự kiện quan trọng trong phong trào giải phóng dân tộc của nhân dân châu Phi. Đặc biệt, Đại hội toàn Phi lần thứ I họp năm 1919 ở Pari (có 17 Đại biểu tham dự) đã để ra nghị quyết về quyền của người Phi được tham gia cai quản đất nước, bắt đầu từ các cơ quan địa phương và dần dần đi đến những “nhiệm vụ chính quyền cấp cao để trong tương lai châu Phi phải do người Phi cai quản”.

## Giai đoạn 1924-1929
Một đặc điểm nổi bật của phong trào cách mạng 1924 - 1929 là phong trào công nhân ở các nước tư bản chủ nghĩa xuống thấp nhưng phong trào giải phóng dân tộc vẫn tiếp diễn mạnh mẽ ở hầu khắp các nước châu Á, châu Phi.

### Châu Á
Ở Ấn Độ, phong trào bãi công của công nhân tiếp diễn trong suốt những năm 1924 - 1927. Phong trào nông dân chống thuế, chống địa chủ tăng tô tức diễn ra mạnh mẽ vào năm 1927. Đảng Quốc đại, sau một thời gian suy giảm lực lượng, bắt đầu tăng cường hoạt động mở rộng đội ngũ.
Sau chiến tranh thế giới thứ nhất, các nước đế quốc đều tăng cường chính sách khai thác và bóc lột thuộc địa để giải quyết những khó khăn trong nước. Tình hình đó đã ảnh hưởng trực tiếp đến các nước Đông Nam Á. Đời sống nhân dân ngày càng cùng cực, mâu thuẫn dân tộc với đế quốc càng thêm sâu sắc.
Bắt đầu từ những năm 20, trong phong trào đấu tranh giành độc lập dân tộc ở Đông Nam Á đã xuất hiện và phát triển một xu hướng mới: xu hướng cánh tả. Điều đó không chỉ phản ánh ảnh hưởng to lớn của Cách mạng tháng Mười Nga đối với các dân tộc ở Đông Nam Á, mà còn cho thấy những biến đổi lớn lao đã diễn ra trong từng nước. Đó là sự hình thành và phát triển nền công nghiệp dân tộc, cùng với quá trình đó là sự phát triển của giai cấp công nhân cả về số lượng và ý thức giai cấp. Đồng thời quá trình bần cùng hoá nông dân cũng diễn ra nhanh chóng. Tất cả những yếu tố đó đã làm bùng nổ một cao trào cách mạng mới, một xu hướng mới trong phong trào đấu tranh giành độc lập ở Đông Nam Á - xu hướng cánh tả. Như vậy, trong công cuộc đấu tranh giành độc lập dân tộc của các dân tộc Đông Nam Á đã tồn tại và phát triển song song hai xu hướng cánh tả và cánh hữu.
Trong giai đoạn này, đã xuất hiện hàng loạt các Đảng Cộng sản trong khu vực, mở đầu là sự thành lập Đảng Cộng sản Indonesia (5-1920). Đảng Cộng sản Indonesia đã nhanh chóng trở thành một lực lượng chính trị quan trọng. Ở Việt Nam, trong những năm 20 của thế kỉ này, thông qua lãnh tụ Nguyễn Ái Quốc, người cộng sản Việt Nam đầu tiên, chủ nghĩa Mác - Lênin đã được du nhập vào Việt Nam tiến tới việc thành lập Hội Việt Nam Cách mạng Thanh niên (tiền thân của Đảng Cộng sản Đông Dương). Tiếp theo Indonesia, năm 1930 ở Đông Nam Á đã xuất hiện Đảng Cộng sản ở Việt Nam (tháng 2), ở Mã Lai và Xiêm (tháng 4), ở Philippin (tháng 11). Ở Myanmar, Đảng Cộng sản được thành lập năm 1939. Sự thành lập các Đảng Cộng sản là kết quả của quá trình phát triển phong trào yêu nước kết hợp với phong trào công nhân, tiếp nhận và vận dụng học thuyết Mác-Lênin vào hoàn cảnh cụ thể của các nước Đông Nam Á. Đó cũng là hậu quả của cuộc khủng hoàng kinh tế thế giới bắt đầu từ năm 1929 làm cho mâu thuẫn vốn có giữa các dân tộc với chủ nghĩa đế quốc càng trở nên gay gắt. Giai cấp công nhân và nhân dân lao động cùng những người yêu nước đã hướng về Đảng Cộng sản với nguyện vọng giải phóng dân tộc, giành độc lập cho đất nước.
Dưới sự lãnh đạo của những người cộng sản, giai cấp công nhân và nhân dân lao động một số nước đã vùng dậy đấu tranh chống chủ nghĩa đế quốc. Nổi bật là cuộc khởi nghĩa ở Sumatra 1926 - 1927 và sự thành lập chính quyền Xô viết ở Nghệ-Tĩnh, Việt Nam. Tại Indonesia, Đảng Cộng sản tích cực lãnh đạo quần chúng đấu tranh đòi hỏi những quyền lợi thiết thân. Năm 1925, phong trào bãi công của công nhân dâng cao. Năm 1926, nhân dân Bativia (tức Giacacta ngày nay) khởi nghĩa vũ trang. Năm 1927, khởi nghĩa vũ trang bùng nổ ở đảo Sumatra. Mặc dù bị thất bại nhưng những cuộc nổi dậy đó chính là sự xuất hiện trên vũ đài chính trị những cuộc đấu tranh yêu nước mang màu sắc vô sản, diễn ra dưới sự lãnh đạo của Đảng Cộng sản. Như vậy, giai cấp công nhân dù mới ra đời cũng đã tham gia vào cuộc đấu tranh chống đế quốc và phong kiến.
Trong những năm 20 và 30, phong trào dân tộc cánh hữu đã có những bước tiến rõ rệt so với những năm đầu thế kỉ. Nếu như trước đây, những hoạt động chính trị chỉ nhằm mục đích khai trí để chấn hưng quốc gia thì đến nay mục tiêu giành độc lập được đề xuất rõ ràng: đòi quyền tự chủ về chính trị, quyền tự do trong kinh doanh, quyền dùng tiếng mẹ đẻ trong giáo dục… Nếu như trước đây mới xuất hiện các học hội hay nhóm phái mà vai trò quan trọng thuộc về những người cấp tiến trong sĩ phu phong kiến thì đến giai đoạn này đã hình thành các chính đảng có tôn chỉ mục đích rõ ràng và có ảnh hưởng xã hội rộng lớn. Lực lượng đóng vai trò nổi bật trong phong trào dân tộc cánh hữu thời kì này là tầng lớp trí thức. Họ là học sinh, sinh viên, các nhà kĩ thuật, viên chức tiếp thu ảnh hưởng văn hóa nước ngoài, từ tư tưởng dân chủ của cách mạng Pháp đến chế độ cộng hòa của Hợp chủng quốc Hoa Kỳ, từ “chủ nghĩa Tam dân” của Tôn Trung Sơn đến học thuyết bất bạo động của Ghandi. Họ trở thành bộ phận cấp tiến, là ngòi nổ trong những cuộc đấu tranh lớn ở Đông Nam Á.
Những tổ chức sinh viên ở Miến Điện đã dấy lên những cuộc đấu tranh đòi cải cách quy chế đại học, đòi tự trị, dẫn đến phong trào Thakin (có nghĩa là những người chủ đất nước) trong những năm 30. Tổ chức đại hội toàn Mã Lai từ đầu thế kỉ đòi cải cách Hồi giáo và dùng tiếng Mã Lai trong nhà trường, phát triển thành phong trào đấu tranh chống thực dân Anh đòi tư trị. Ở Indonesia, năm 1927 Đảng Dân tộc do Sukarno đứng đầu được thành lập. Trải qua nhiều năm tháng, đến cuối năm 1939, Sukarno đã tổ chức Đại hội nhân dân Indonesia bao gồm 90 đảng phái và tổ chức chính trị biểu thị sự thống nhất dân tộc, thông qua nghị quyết về ngôn ngữ (Bahasa Indonesia), về quốc kì (đỏ-trắng), về quốc ca (Indonesia Raya). Ý chí về cuộc đấu tranh cho một quốc gia Indonesia thống nhất và độc lập đã thổi bùng lên ngọn lửa đấu tranh trong toàn dân ở giai đoạn tiếp theo.
Hai phong trào cánh hữu và cánh tả cùng tồn tại ở Đông Nam Á có nhiều điểm khác biệt về ý thức hệ, về mục tiêu cuối cùng. Nhưng đứng trước mục tiêu chung là độc lập dân tộc nên cả hai phong trào đã tồn tại song song, có những lúc kết hợp với nhau trong một chừng mực nhất định. Bởi lẽ đối với nhân dân Đông Nam Á, kẻ thù lớn nhất là chủ nghĩa đế quốc, không một lực lượng cứu nước nào có thể đứng riêng lẻ hoặc chống đối lẫn nhau. Điều đó đã tạo nên những tiền đề khách quan cho sự thành lập Mặt trận dân tộc thống nhất trong giai đoạn sau.

### Trung Đông và Bắc Phi
Phong trào giải phóng dân tộc diễn ra sôi sục, nhất là ở Xiri - Libăng và Marốc đã bùng nổ những cuộc đấu tranh vũ trang oanh liệt. Dưới sự thống trị nặng nề của thực dân Pháp, nhân dân Xiri trong những năm 1920 đến 1924 đã sáu lần vùng dậy khởi nghĩa: ở Khauran (8-1920), ở Bắc Xiri (1921 - 1925), ở vùng Giơben Đruydơ (1922- 1923) ở vùng Bêcaa (1924). Tháng 7-1925, lại một lần nữa nhân dân Xiri vùng dậy đấu tranh ở vùng Giơben Đruydơ. Cuộc khởi nghĩa do Xuntan Atratxơ lãnh đạo đã nhanh chóng chuyển thành cuộc đấu tranh vũ trang chống thực dân Pháp, giành độc lập dân tộc. Vào đầu tháng 8-1925, quân khởi nghĩa đã giáng cho quân Pháp những đòn nặng nề. Cuộc chiến tranh kéo dài đến năm 1927, thực dân Pháp đã huy động lực lượng đến đàn áp, nên cuộc khởi nghĩa không tránh khỏi thất bại.
Tại Marốc thuộc Pháp, trong năm 1924 - 1926 đã diễn ra cuộc đấu tranh chống thực dân Pháp rất quyết liệt. Nghĩa quân Ríp được nhân dân Marốc ủng hộ đã tiến công quân Pháp và thu được nhiều thắng lợi. Quân đội Pháp và quân đội Tây Ban Nha phải hợp sức tấn công mới chiến thắng được quân đội Ríp vào năm 1926. Cộng hòa Ríp bị thủ tiêu, phong trào đấu tranh của các bộ lạc Ríp thất bại.
Cuộc đấu tranh của nhân dân Xiri những năm 1925 - 1927 và cuộc đấu tranh vũ trang của Cộng hòa Ríp (Marốc thuộc Pháp) trong những năm 1925 – 1926, chống đế quốc Pháp đã nói lên tinh thần quyết tâm chiến đấu vì độc lập, tự do của các dân tộc bị áp bức và đóng góp nhiều kinh nghiệm quý báu cho phong trào giải phóng dân tộc của nhân dân Arập.

## Giai đoạn 1929-1939
Những năm 1929 - 1939 là thời kì khủng hoảng kinh tế sâu sắc và toàn diện của thế giới tư bản. Khủng hoảng kinh tế dẫn đến khủng hoảng chính trị. Chủ nghĩa phát xít xuất hiện và chuẩn bị gây chiến tranh thế giới.
Vào giữa những năm 30, ở nhiều nước thuộc địa và phụ thuộc, Mặt trận dân tộc thống nhất được thành lập tập hợp rộng rãi các tầng lớp nhân dân yêu nước nhằm chống những người cánh hữu, chống nguy cơ phát xít và chiến tranh xâm lược.

### Châu Á
Nhân dân Trung Quốc đã tiến hành cuộc đấu tranh chống nền thống trị của chính quyền Tưởng Giới Thạch và cuộc kháng chiến chống phát xít Nhật xâm lược, bảo vệ đất nước. Ở Ấn Độ, phong trào đấu tranh chống thực dân Anh tiếp tục phát triển rộng khắp trong những năm 1929 – 1932. Sự thành lập Đảng Cộng sản Ấn Độ vào tháng 11-1939 đã đánh dấu một bước phát triển mới của phong trào giải phóng dân tộc ở Ấn Độ.
Trên bán đảo Triều Tiên, nhân dân tổ chức lực lượng vũ trang, xây dựng căn cứ địa cách mạng…tiến hành cuộc đấu tranh chống Nhật.
Ở Đông Nam Á,. đầu những năm 30, một số Đảng Cộng sản được thành lập, mở ra một thời kì mới trong cuộc đấu tranh giải phóng dân tộc. Riêng ở Việt Nam, cuộc khởi nghĩa Yên Bái tháng 2 năm 1930 thất bại khiến cho Việt Nam Quốc dân Đảng suy yếu. Năm 1930 - 1931, Đảng Cộng sản Đông Dương tổ chức phong trào Xô Viết Nghệ Tĩnh chống thực dân Pháp và triều đình nhà Nguyễn nhưng cũng thất bại. Ở Philippine, cuộc khởi nghĩa nông dân chống địa chủ phong kiến gắn liền với cuộc đấu tranh chống đế quốc bùng nổ năm 1931 đã buộc Mĩ phải trao trả quyền tự trị cho nước này. Ở Miến Điện, phong trào khởi nghĩa nông dân được diễn ra từ cuối năm 1930 đến mùa xuân năm 1932. Đầu năm 1933, ở Indonesia đã bùng nổ cuộc khởi nghĩa của thủy binh trên tàu chiến Đơ Giơven Pơrôvinxien.

### Châu Phi
Phong trào cách mạng lên cao ở Ai Cập trong những năm khủng hoảng kinh tế. Tháng 10-1930, thực dân Anh đề ra hiến pháp nhằm tập trung toàn bộ quyền hành vào tay nhà vua thân Anh. Tháng 5-1931, cuộc bầu cử diễn ra trong tình hình quần chúng bất bình sâu sắc.
Trong cả nước đã bùng nổ cuộc bãi công chính trị, đặc biệt mạnh mẽ ở Cairô và Poóc Xít, quần chúng đã xung đột vũ trang với bọn cảnh sát và quân đội.
Ở Ethiopia, cuộc đấu tranh anh dũng và chính nghĩa của nhân dân chống phát xít Italia xâm lược có ý nghĩa to lớn đối với sự hình thành phong trào chống đế quốc trên toàn lục địa Phi.
Trong các nước châu Phi nhiệt đới ở phía nam sa mạc Xahara, vào cuối những năm 20 đến những năm 39 của thế kỉ XX đã diễn ra sự tập hợp dần dần các lực lượng yêu nước và cách mạng trong cuộc đấu tranh giành được độc lập dân tộc, giành quyền sống. Mầm mống của giai cấp công nhân được phát sinh và phát triển trong nhiều nước. Quá trình hình thành giai cấp tư sản dân tộc cũng bắt đầu trong một số nước.
Liên bang Nam Phi, một thuộc địa di dân của đế quốc Anh, nước phát triển nhất về mặt kinh tế, đã có ảnh hưởng hai mặt đối với tình hình chính trị của châu Phi nhiệt đới. Bọn thống trị ở đây là người da trắng đã thi hành chế độ phân biệt chủng tộc dã man, tàn bạo nhất. Phong trào công nhân và phong trào giải phóng dân tộc của nhân dân Nam Phi đã có ảnh hưởng tích cực đối với phong trào cách mạng châu Phi.

## Sau Chiến tranh thế giới thứ hai
Chiến tranh thế giới thứ hai bùng nổ đã đưa lịch sử Đông Nam Á bước sang giai đoạn mới. Cùng với chiến thắng của các lực lượng đồng minh dân chủ, đứng đầu là Liên Xô, đối với chủ nghĩa phát xít thế giới và trong những điều kiện lịch sử cụ thể ở mỗi nước, nhân dân các dân tộc thuộc địa, đặc biệt là ở châu Á, sau những năm tháng đấu tranh gian khổ, đã giành được độc lập ở những mức độ khác nhau.
Ở Trung Quốc, cuộc chiến tranh chống Nhật kéo dài 8 năm liền (1937 - 1945) với những hi sinh to lớn của nhân dân Trung Quốc đã kết thúc thắng lợi và góp phần cống hiến không nhỏ vào cuộc chiến tranh chống phát xít của nhân dân các nước trên thế giới.
Trên bán đảo Triều Tiên, cuộc kháng chiến chống phát xít Nhật của các lực lượng yêu nước đã làm suy yếu lực lương phát xít Nhật chiếm đóng, góp phần dẫn tới thất bại của phát xít Nhật trên bán đảo Triều Tiên. Quân du kích Triều Tiên, dưới sự lãnh đạo của Kim Nhật Thành, đã hoạt động mạnh mẽ ở nhiều vùng trong nước, sát cánh với quân giải phóng Trung Quốc.
Năm 1940, phát xít Nhật tràn vào Đông Nam Á và cũng từ đây cuộc đấu tranh của nhân dân Đông Nam Á chĩa mũi nhọn vào chủ nghĩa phát xít Nhật. Ở các nước Đông Nam Á, đã diễn ra cuộc đấu tranh mạnh mẽ chống lại sự xâm lược của phát xít Nhật và chống lại trật tự mới của phát xít Nhật (thiết lập từ năm 1940) nhằm thủ tiêu hoàn toàn nền độc lập của các dân tộc. Trong cuộc đấu tranh này, các lực lượng yêu nước chống phát xít đã tập hợp trong Mặt trận dân tộc thống nhất để hòa nhập vào phong trào dân chủ chống phát xít trên thế giới. Đồng thời, các lực lượng vũ trang cũng được thành lập ở những thời điểm khác nhau và góp phần vào việc giải phóng đất nước, tiêu diệt phát xít Nhật.
Do cuộc đấu tranh chống phát xít Nhật đã trở thành nội dung chính của phong trào giải phóng dân tộc lúc này, đồng thời để hòa nhập với phong trào dân chủ chống chủ nghĩa phát xít trên thế giới, hai xu hướng cộng sản và quốc gia đã từng tồn tại song song trong giai đoạn trước nay đã tụ hội theo một hướng chung là cứu nước, mặc dù điều đó chỉ được thực hiện trong một khoảng thời gian nhất định và ở một chừng mực nhất định.
Vì vậy, nét mới của cuộc đấu tranh giành độc lập dân tộc trong giai đoạn này là sự thành lập ở hầu hết các nước Đông Nam Á Mặt trận dân tộc thống nhất và lực lượng vũ trang cách mạng. Mở đầu là Việt Nam độc lập đồng minh (5-1941) và các đội Cứu quốc quân, sau là Việt Nam tuyên truyền giải phóng quân. Trong những năm 1942 - 1944, lần lượt xuất hiện Đồng minh dân chủ Philippine với đội quân Húcbalaháp, Liên hiệp nhân dân Mã Lai chống Nhật cùng các đơn vị Quân đội nhân dân, Liên minh tự do nhân dân chống phát xít cùng Quân đội quốc gia Miến Điện…
Thất bại của chủ nghĩa phát xít trên thế giới, thời điểm quân phát phiệt Nhật Bản đầu hàng đồng minh là thời cơ có một không hai, tạo ra tình thế mới hết sức thuận lợi cho phong trào giành độc lập dân tộc ở Đông Nam Á. Chớp lấy thời cơ, nhân dân các nước Đông Nam Á đã nhất tề vùng dậy tiến hành cách mạng giải phóng dân tộc, giành độc lập tự do cho đất nước.
Trong hoàn cảnh chung đó, cách mạng Việt Nam có những nét riêng tiến đến thắng lợi vào tháng 8 năm 1945. Trong nửa đầu những năm 40, cuộc đấu tranh giành quyền lực diễn ra rất quyết liệt giữa các lực lương chính trị ở trong và ngoài nước. Nhưng Đảng Cộng sản Đông Dương đã chớp thời cơ phát động Tổng khởi nghĩa, tuyên bố độc lập và đơn phương thành lập chính quyền Việt Nam Dân chủ Cộng hòa trước khi quân Anh và quân Tưởng vào Việt Nam giải giáp quân Nhật, thu hút sự ủng hộ của nhiều tầng lớp nhân dân. Trong khi tranh thủ mọi khả năng để tập hợp lực lượng, Đảng Cộng sản Đông Dương giữ địa vị người lãnh đạo nhà nước để đón tiếp phe Đồng minh.
Ở Indonesia, ngay sau khi Nhật đầu hàng, ngày 17-8-1945, đại diện các đảng phái và đoàn thể yêu nước đã soạn thảo và ký vào Tuyên ngôn độc lập. Trước cuộc mít tinh của đông đảo quần chúng ở thủ đô Jakarta, Sukarno đã đọc bản Tuyên ngôn độc lập, thành lập nước Cộng hoà Indonesia. Ngày 4-9-1945, chính phủ Indonesia được thành lập, đứng đầu là Sukarno. Hiến pháp mới của Indonesia được thông qua, mở ra thời kì mới trong lịch sử Indonesia.
Ở Lào, sau khi phát xít Nhật đầu hàng Đồng minh ngày 23-8-1945, nhân dân Lào đã nổi dậy thành lập chính quyền cách mạng ở nhiều nơi. Ngày 12-10-1945, nhân dân thủ đô Viêng Chăn khởi nghĩa giành chính quyền, Chính phủ Lào ra mắt quốc dân và trịnh trọng tuyên bố trước thế giới nền độc lập của Lào.
Tuy nhiên, để bảo vệ nền độc lập dân tộc, nhân dân các nước Việt Nam, Lào, Indonesia còn phải trải qua cuộc đấu tranh lâu dài, gian khổ chống chủ nghĩa đế quốc và các thế lực cánh hữu trong nhiều năm sau Chiến tranh thế giới thứ hai.
Sự thất bại của chủ nghĩa phát xít, thời điểm phát xít Nhật đầu hàng Đồng minh là thời cơ có một không hai, tạo ra tình thế hết sức thuận lợi cho phong trào giải phóng dân tộc ở các nước Đông Nam Á. Chớp lấy thời cơ đó, các dân tộc ở Đông Nam Á đã vùng dậy tiến hành cách mạng giải phóng dân tộc, giành độc lập tự do cho đất nước. Tháng 8-1945, cách mạng Việt Nam giành được thắng lợi. Ở Lào, ngày 23-8 nhân dân Lào nổi dậy thành lập chính quyền cách mạng ở nhiều nơi. Ngày 12-10-1945, nhân dân thủ đô Viêng Chăn khởi nghĩa giành chính quyền. Ở Indonesia, ngay sau khi Nhật đầu hàng, ngày 17-8-1945 Tuyên ngôn độc lập được công bố, nước Cộng hòa Indonesia thành lập.
Ở các nước khác, các lực lượng yêu nước và quân đội vũ trang đã đấu tranh anh dũng chống phát xít Nhật, giải phóng phần lớn đất đai trong nước. Tuy vậy, thời cơ giành độc lập ở các nước này đã bị bỏ lỡ, quân Mĩ trở lại Philippin, quân Anh trở lại Miến Điện, Mã Lai, Xingapo và Brunây. Đến đây đã khép lại thời kì đấu tranh giành độc lập ở Đông Nam Á và mở ra một thời kì mới trong phong trào giải phóng dân tộc ở khu vực này.